# 加比·穆丁加伊
加布里埃尔·"加比"·穆丁加伊（法語：Gabriel "Gaby" Mudingayi，1981年10月1日—）是一名民主刚果裔比利时足球运动员，司职中场。

## 俱乐部生涯

### 早期生涯
穆丁加伊出生于扎伊尔首都金沙萨，幼年时随家人移居到比利时。1998年，他在比利时球队皇家圣吉罗斯联合开始职业足球生涯。两个赛季后，19岁的穆丁加伊转会加盟比利时足球甲级联赛球队根特。在他效力根特的四个赛季间，他成长为一名优秀的球员，并先后入选比利时国家青年队和国家队。

### 都灵和拉齐奥
2004年1月，穆丁加伊加盟意大利足球乙级联赛球队都灵，并帮助球队升级成功，但由于财政问题，最终都灵只能继续留在意乙联赛作赛。2005年8月30日，他以30万欧元的身价加盟意大利足球甲级联赛球队拉齐奥。在加盟初期，穆丁加伊受到伤病的困扰，在拉齐奥4比1击败阿斯科利的比赛中，他射进加盟球队的第一个也是唯一一个进球。在加盟拉齐奥的第二个赛季，他成为球队的绝对主力，并以在中场永不停歇的拦截和高效率的穿透球而闻名。

### 博洛尼亚
2008年7月，刚升级到意甲联赛的博洛尼亚以700万欧元加球员的价格得到穆丁加伊。 其中拉齐奥获得657.8万欧元。 加盟球队后，穆丁加伊迅速成为球队主力，并连续帮助博洛尼亚保级成功。

### 国际米兰
2012年7月20日，意甲球队国际米兰宣布租借穆丁加伊一个赛季，国际米兰在租借期满后有优先购买权。